# Francamente me ne infischio
Francamente me ne infischio (укр. «Сказати по правді — мені начхати») — італійська музично-соціальна телепередача в чотирьох епізодах, створена співаком та кіноактором Адріано Челентано, транслювалася восени 1999 року на каналі Rai 1.

## Передумови
У 1997 році телекомпанія RAI запропонувала співаку Адріано Челентано випустити мега-шоу «Il Conduttore» («Провідник»), у зв'язку з цим був укладений контракт. Проте, незабаром, цей телепроєкт був зупинений. Челентано виступив проти RAI й оголосив, що компанія не виконує свої контрактні зобов'язання і не пропускає його програму, справа закінчилася судом, який змусив телекомпанію готувати новий телепроєкт співака. Восени 1999 року, нарешті, вийшов власний телепроєкт Челентано «Francamente me ne infischio», який, до того ж, ще й став презентацією його нового на той час альбому — «Io non so parlar d'amore».

## Сюжет та складова
Телешоу транслювалося щотижня з 7 жовтня по 28 жовтня 1999 року на телеканалі Rai 1. У передачі було об'єднано музику з соціально-політичними питаннями. Адріано Челентано став не лише автором передачі, але й його ведучим, а його співведучою стала акторка Франческа Нері. 
Гостями телешоу стали: Лучано Ліґабуе, Ману Чао, Компай Сегундо, Jamiroquai, Горан Брегович, П'єро Пелу, Том Джонс, Джо Кокер, Девід Бові, Б'яджо Антоначчі, Тео Теоколі, співачка Nada, Макс Пеццалі, Емир Кустуриця й інші. Також учасниками шоу став племінник Челентано — Джино Сантерколе, який привів на нього свого друга Піо Треббі.
На телешоу Челентано виконав 16 пісень, серед них — 5 з нового альбому. Окрім своїх пісень, співак виконав ще й пісню Джорджо Ґабера «Il conformista» («Конформіст»). Крім виконання пісень, однією з частин програми було використання різних документальних відеозйомок підготовлених Челентано, які зачіпали серйозні і «незручні» теми, наприклад: досліди на тваринах, педофілію, приведення у виконання смертного вироку в Гватемалі й багато іншого. Широкий план страти, з контрольним пострілом у потилицю та інші кадри шокували публіку. Таким чином Челентано пропагував близькі йому ідеї та хотів привернути увагу громадськості до цих проблем: від боротьби за скасування смертної кари — до допомоги африканським голодуючи. Мети співак досягнув — телешоу спровокувало запеклу полеміку серед італійської громадськості. Ще однією причиною цього було: співак, відчуваючи себе не зовсім «затишно» на тлі лише схвальних відгуків, щодо його нового альбому, транслюючи скандальні кадри, хотів ще й викликати хоч-якусь критику на свою адресу.
Гонорар Челентано склав один мільйон доларів, тоді як передача коштувала 5 мільйонів. Для зйомок був обраний цех колишнього авіазаводу в Мілані, який переобладнали під так зване «Челентано-сіті» — концертний зал з глядачами, музикантами й оркестром під керівництвом Фіо Дзанотті. Телешоу мало успіх, кожні епізоди збирали 35—51 % аудиторії, що відповідало 6.9—10.5 мільйонам глядачів. 2000 року на фестивалі «Золота троянда» передачу нагороджено призом «Срібна троянда».
Протягом кількох тижнів трансляції «Francamente me ne infischio» гумористичне теле-шоу «Striscia la Notizia» звинувачувало програму у прихованій рекламі, висуваючи гіпотезу щодо того, що за питною водою ведучого-Челентано прихована реклама мінеральної води.
У січні 2000 року в ефір Rai 1 вийшов скорочений варіант телепередачі, який складався з двох епізодів, до якого увійшли кадри неопублікованого та закулісного контенту під назвою «Francamente... è un'altra cosa» («Чесно кажучи ... це інша справа»).

## Пісні
Перелік пісень, виконаних Адріано Челентано
1. L'emozione non ha voce
2. Il ragazzo della via Gluck
3. Il tuo bacio e come un rock
4. La coppia piu bella del mondo
5. Guantanamera
6. Il mondo in mi 7a
7. Il conformista
8. Gelosia
9. Delaila
10. Una carezza in un pugno
11. Senza amore
12. Preghero
13. Prisencolinensinaiciusol
14. C'era un ragazzo
15. Azzurro
16. Soli

## Гості
| Перший епізод - Компай Сегундо - Тео Теоколі - Ману Чао - Лучано Ліґабуе Другий епізод - Паоло Россі - Емір Кустуріця - Джованотті - П'єро Пелу - Джо Кокер - Том Джонс - The Cardigans - Массімо Ольчезе і Адольфо Марджотта | Третій епізод - Тео Теоколі - Девід Бові - Jamiroquai - Рей Чарльз - Джанні Моранді Четвертий епізод - Тео Теоколі - Паоло Гендель - Паоло Россі - Клаудіо Бізіо - Массімо Ольчезе і Адольфо Марджотта - Горан Брегович - 883 - Б'яджо Антоначчі - Халед і Ноа |

## Рейтинг переглядів
Вишло чотири епізоди, по 2 серії кожний. 
| Дата та епізод | 1 серія | 2 серія | 1 серія    | 2 серія   |
| -------------- | ------- | ------- | ---------- | --------- |
| 7 жовтня 1999  | 42.28 % | ?       | 9.696.000  | ?         |
| 14 жовтня 1999 | 35.57 % | 44.45 % | 9.650.000  | 6.903.000 |
| 21 жовтня 1999 | 36.00 % | 39.46 % | 10.520.000 | 7.521.000 |
| 28 жовтня 1999 | 39.39 % | 51.60 % | 10.441.000 | 7.712.000 |